# Portalparagraf
Portalparagraf kallas den första paragrafen i en lag (eller mera sällan i stadgar för en organisation). Den beskriver ofta det övergripande syftet med lagen och inom vilket område den skall verka. Ett välkänt exempel på portalparagraf är Regeringsformens första paragraf som inleds med orden "All offentlig makt i Sverige utgår från folket."